# Stormningen av Kapitolium 2021

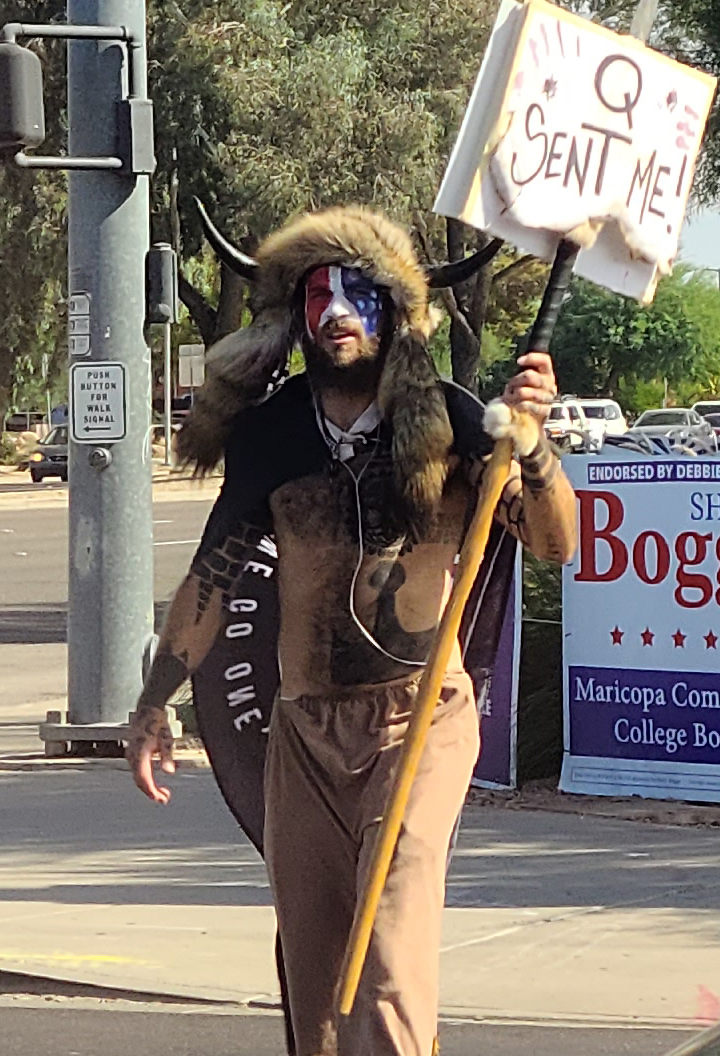
Jake Angeli, den mest kända av Qanons anhängare, som stormade Kapitolium 6 januari 2021.

Stormningen av Kapitolium var ett upplopp som ägde rum den 6 januari 2021 i Washington D.C. i USA, när anhängare till den då sittande amerikanske presidenten Donald Trump stormade den amerikanska kongressbyggnaden. Upploppet skedde samtidigt som kongressen satt i gemensam session och sammanställde delstaternas elektorsröster för att officiellt och ceremoniellt utse Joe Biden som segrare i presidentvalet i USA 2020. 
Protesterna eskalerade efter att Trump hållit ett tal till sina anhängare i vilket han upprepade anklagelser om valfusk och uppmanade till fortsatt kamp. Demonstranterna stormade Kapitolium, slog ut fönster, klättrade in och trängde in i senatens plenisal. Politikerna evakuerades och fördes i säkerhet till icke angivna platser i eller utanför Washington, D.C. Även den sittande vicepresidenten Mike Pence evakuerades av Secret Service. Under händelsen avled en kvinnlig demonstrant efter att ha skjutits av polis. I anslutning till händelsen avled ytterligare fyra personer med dödsorsaker som drogöverdos och slaganfall. Över 80 personer greps i dagarna efter händelsen, och i november 2021 hade totalt 695 personer gripits. I december 2022 hade 465 åtalade personer erkänt sig skyldiga.

## Förlopp

### Bakgrund
Det amerikanska presidentvalet 2020 den 3 november resulterade efter en utdragen rösträkning i en tydlig seger för det demokratiska partiets kandidater Joe Biden och Kamala Harris över det republikanska partiets kandidater Donald Trump och Mike Pence. Räknat i elektorsröster vann Biden och Harris med 306 mot 232 för Trump och Pence. Enligt den formella ordningen att fastställa den officiella utgången av presidentvalet fastställdes elektorsrösterna fram till 19 december officiellt av delstaterna, och certifikat om dessa röster lämnades den 28 december till National Archives and Records Administration. 
Efter presidentvalet satte den sittande presidenten Donald Trump och avsevärda delar av det republikanska etablissemanget igång ett antal juridiska och politiska processer där olika delar av valresultatet ifrågasattes. De juridiska framställningar som gjordes till olika domstolar fick dock inget bifall, och olika politiska utspel ledde inte heller till något upphävande av valresultatet.
Den slutgiltiga etappen av valproceduren inleddes i kongressbyggnaden på eftermiddagen den 6 januari 2021 enligt sedvanlig ordning, då ledamöterna av Senaten och Representanthuset påbörjade en gemensam session. Ordföranden, den sittande vicepresidenten Pence, förväntades under denna session, efter att ha fått insända certifikatsbrev angående elektorernas röster upplästa, ceremoniellt godkända och sammanräknade på federal nivå, deklarera Biden och Harris som ny president respektive vicepresident. Normalt är detta enbart en högtidlig ceremoni, men efter 2020 års presidentval hade ett antal republikanska kongressledamöter och ett fåtal republikanska senatorer, uppmanade av Donald Trump, i förväg annonserat att de avsåg att göra invändningar mot certifikatbreven för ett antal ej angivna delstater. Konsekvenserna av detta skulle inte innebära förändring av valutgången, men leda till en förlängning av sessionen och utgöra ytterligare en missnöjesdemonstration över valresultatet.
Redan på måndagen den 4 januari 2021 pågick diskussioner om och uppmaningar till väpnat motstånd på konservativa sociala medier som Gab, Parler och thedonald.win.
Enligt en watchdog använde ett antal Trump-extremister Facebook för att planera sina attacker mot Kapitolium, vilket motsäger påståenden från Facebooks ledning att sådan planering till stor del gjordes på andra webbplatser. Privata Facebook-grupper tillbringade månader för att ge varandra råd om hur man skulle ”ta ner" den amerikanska regeringen, särskilt efter att Joe Biden valdes till president.
Vid flera tillfällen befann sig demonstranter bara några meter från kongressmedlemmar, åtskilda av endast en liten grupp poliser. Några demonstranter passerade inom 30 meter från den före detta vicepresidenten Mike Pence, som gömde sig med sin familj på ett kontor nära senatskammaren. Ett stort antal av demonstranterna diskuterade öppet våld, och lagstiftare fruktade för sina liv. När folkmassan närmade sig, ringde kongressmedlemmar som befann sig i kammaren sina anhöriga, och resonerade om att ta bort sina kavajnålar så att demonstranter inte skulle kunna identifiera dem.
Under händelsen var periodvis antalet poliser inne i Kapitolium mindre än antalet demonstranter, och polisen valde därför att inte använda våld. Vissa demonstranter var våldsamma och tvingade sig förbi poliser, i något fall under vapenhot. 
Hemligstämplad information kan ha stulits av demonstranter, då vissa av dem tillgrep och tog bilder av dokument. FBI undersöker också om en kvinna i Pennsylvania stal datorutrustning från talman Nancy Pelosis kontor och avsåg att sälja den till ryska agenter. Flera militärer, aktiva och pensionerade, var en del av mobben. FBI undersöker Oath Keepers roll, en anti-statlig organisation som till stor del består av tidigare poliser och militära veteraner.

### Säkerhetsförberedelser
Washingtons borgmästare Muriel Bowser begärde den 31 december 2020 förstärkning med trupper ur det District of Columbias nationalgarde inför de förväntade demonstrationerna. Hon begärde obeväpnade stödtrupper för att i första hand hantera folkmassor i tunnelbanan och sköta dirigering av vägtrafik, så att Washingtonpolisen skulle kunna koncentrera sig på allmän ordning och säkerheten. Den tillförordnade försvarsministern Christopher C. Miller godkände begäran den 4 januari 2021. Den 5 januari avslog Bowser ytterligare stöd och beskriver att deras förberedelserna är goda och välkoordinerade.
Donald Trump hade dagarna innan drivit linjen att vicepresidenten Mike Pence som ordförande i kongressens gemensamma sammankomst skulle avvisa elektorsröster för Joe Biden och Kamala Harris, vilket inte ingår i ordförandens befogenheter. Han upprepade uppmaningen i sitt offentliga tal på förmiddagen den 6 januari.

### Säkerhetssammanbrottet
Den 4.000 personer starka United States Capitol Police ansvarade för säkerheten kring sammanträdet, men misslyckades spektakulärt i och med stormningen och ockupationen av Kapitolium. En folkmobb trängde på eftermiddagen snabbt igenom poliskedjan utanför Kongressbyggnaden, varefter några hundra personer omkring klockan 14:00 trängde in genom dörrar och fönster i byggnaden, och fritt härjade runt under drygt fyra timmar. De kunde avhysas först efter att förstärkningar anlänt från den lokala Washingtonpolisen, annan federal polis samt delstatspoliser och nationalgardet i Maryland och Virginia.
Ockupationen av kongressbyggnaden ledde till att kongresspolischefen Steven Sund samt de båda säkerhetsansvariga i Senaten och i Representanthuset fick avgå med omedelbar verkan.

### Senare förlopp
Den 5 och 6 januari 2021 samlades anhängare till Trump i Washington, D.C. för att protestera mot resultatet av presidentvalet 2020 och stödja Trumps försök att få vice president Mike Pence och kongressen att ogiltigförklara tillträdande president Joe Bidens seger. På förmiddagen den 6 januari samlades demonstranterna under parollen "Save America" i parken omedelbart söder om Vita huset där Donald Trump klockan 12 höll ett tal på 1 timme och 14 minuter, som slutade med en uppmaning till åhörarna att marschera mot Kapitolium. Också Eric Trump, Donald Trump Jr. och Rudy Giuliani framträdde på podiet med uppmaningar till handling.
Innan talen var helt över, marscherade demonstranter västerifrån mot kongressen och stormade därefter byggnaden. Kongressen var samlad och hade klockan 13:00 inlett sin session för att genomförda rösträkningen under ordförandeskap av Mike Pence för elektorskollegiet. Senator Ted Cruz från Texas och kongressledamoten Paul Gosar från Arizona invände mot att elektorskollegiet godkände elektorsrösterna från Arizona ungefär samtidigt som upploppsmakarna tog sig förbi avspärrningar och poliskedjor för att komma in i Kapitoliumbyggnaden. Beväpnad polis spärrade ingången till sammanträdessalen och en kvinna som deltog i stormningen sköts ihjäl av polisen. Minst en improviserad explosiv anordning rapporterades ha hittats på marken, och en annan bara några kvarter bort från republikanska partiets huvudkontor. Bomben neutraliserades av polisen med hjälp av en kontrollerad detonation. Polisen använde i begränsad omfattning tårgas för att skingra demonstranterna. Nationalgardet kallades in för att bistå polisen och 1 800 soldater sades ha mobiliserats. Under natten inkallades hela Washington D.C.:s nationalgarde för att bevaka stadens gator. Trump uppmanade inte förrän efter flera timmar demonstranterna att gå hem, med tillägget att han älskade dem. 
Samtidigt som vicepresidenten Mike Pence fördes till säkerhet i Kapitolium av Secret Service och mobben skränade att Pence borde hängas, twittrade Donald Trump klockan 14:24 att Pence "inte ha haft modet att göra vad som borde ha gjorts för att försvara vårt land och vår grundlag". I övrigt var han mer eller mindre onåbar under teve-tittande också för sina närmaste medarbetare, vilka bland annat mottog telefonsamtal med begäran om hjälp från republikanska politiker som den republikanska minoritetsledaren i Representanthuset Kevin McCarthy och senatorn Lindsey Graham i en hotfull situation i Kapitolium.

## Efterspel

### Återupptagande av kongressens gemensamma session

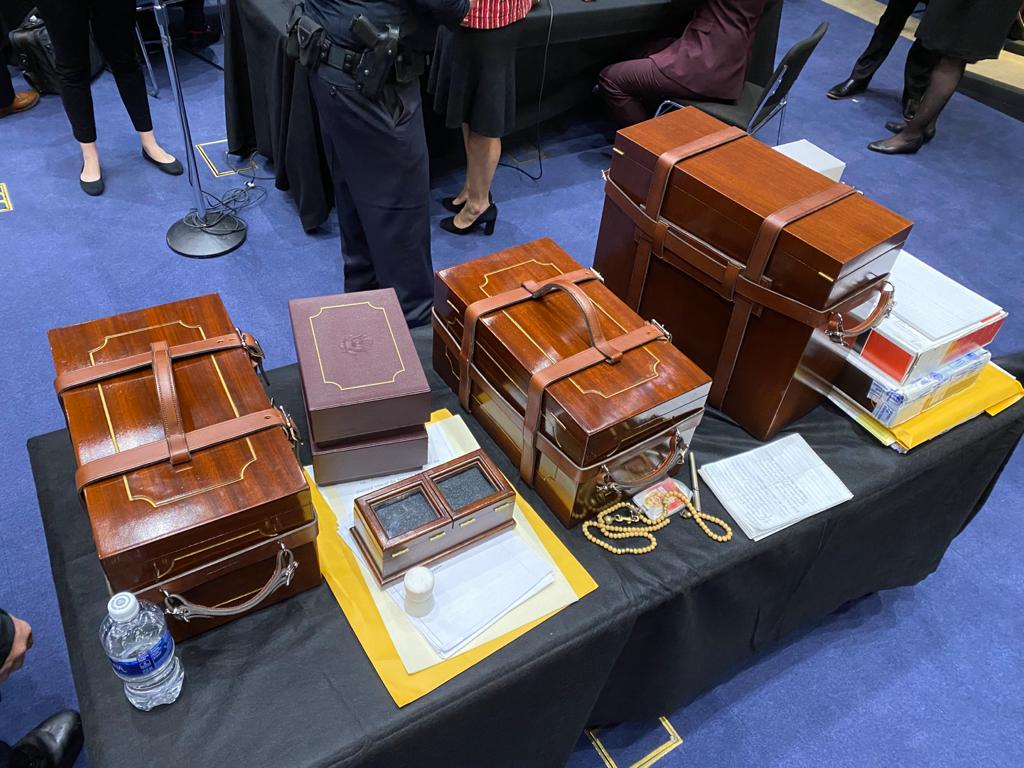
Certifikaten för delstaternas elektorsröster räddades undan från senatssalen av kongressanställda i väntan på att det formella bekräftningsförfarandet skulle återupptas.

Kongressbyggnaden var ockuperad från strax före klockan 14:00 och var bedömdes vara säkrad från upprorsmakare och bomber ungefär klockan 20:00. Efter det att kongressbyggnadens inre hade tömts på inkräktare, började polisen under tidig kväll sakta driva folkhoparna bort från området nära Kapitolium. Den lokala polisen var då förstärkt av polisstyrkorna från Virginia och med nationalgarde från Washington DC. och Maryland. Kongressens gemensamma session återupptogs strax efter kl 20:00 lokal tid, två timmar efter det att långtgående utegångsförbud börjat gälla.
Under denna session fortsatte de republikanska fördröjningsaktionerna, men av färre ledamöter än tidigare. Drygt etthundra republikanska ledamöter av Representanthuset och ett halvt dussin republikanska senator, med Josh Hawley från Missouri i spetsen, röstade för att ogiltigförklara elektorsrösterna i några av de delstater som Trump förlorat. Sessionen slutade i fastställande av valresultatet såsom förväntat, 306–232, tidigt på morgonen lokal tid.

### Reaktioner
Flera utländska politiker tolkade händelserna som en attack mot den amerikanska demokratin och uttryckte oro över händelseförloppet. Storbritanniens premiärminister Boris Johnson kallade händelsen för skamlig, men undvek att peka ut Trump som delaktig. Däremot pekade Kanadas premiärminister Justin Trudeau ut Donald Trump som ansvarig. Sveriges statsminister Stefan Löfven kallade händelsen "ett angrepp på demokratin". NATO:s generalsekreterare Jens Stoltenberg uppmanade den amerikanska befolkningen att respektera valresultatet. Den tillträdande presidenten Joe Biden kallade händelsen ett uppror. Den tidigare republikanske presidenten George W. Bush fördömde händelserna. Senatorn Mitt Romney lade skulden på Donald Trump och benämnde i Senaten händelsen som ett uppror. Representanthusets talman Nancy Pelosi beskrev händelserna som ett beväpnat uppror mot Amerika och tillade att Trump begick en handling som syftade till att uppvigla. Över 170 kongressledamöter uppmanade Trump att avgå.
Twitter beslöt att först stänga Donald Trumps twitterkonto i tolv timmar för att sedan stänga det permanent på grund av risk för fler våldsuppmaningar. Facebook och Instagram spärrade Donald Trumps profil för obestämd tid och Youtube raderade några av hans inlägg. Twitter stängde dagen efter ned Trumps konto permanent efter vad företaget ansåg vara förnyade övertramp av Twitters regelsystem.
Strax innan Twitters nedstängning uppmanade Trump anhängarna i Kapitolium att gå hem i ett videomeddelande på Twitter.

### Dödsfall
Capitol Police sköt ihjäl Ashli Elizabeth Babbitt, en 35-årig flygvapenveteran. Babbitt försökte tränga in i en sessionssal där bland annat ledamöter av Representanthuset befann sig under skydd av beväpnade livvakter. Rosanne Boyland, 34, dog av en överdos av amfetamin under upploppet. Kevin Greeson, 55, dog av en hjärtinfarkt och Benjamin Philips, 50, dog av en stroke.
Brian Sicknick, en 42-årig polis som deltog under upploppet, avled följande dag av en stroke. Enligt initiala medieuppgifter skulle han dött på grund av att han utsatts för våld, men obduktionen visade senare att han avlidit av naturliga orsaker.
Moralen bland Capitol Police sjönk efter upploppet, och flera incidenter rapporterades där anställda hotade att skada sig själva. Fyra poliser som försvarade Kapitolium under attacken begick självmord under dagarna och månaderna som följde.

### Kostnad
I februari 2021 bedömde J. Brett Blanton, innehavare av ämbetet Architect of the Capitol, att reparationer och säkerhetsåtgärder efter stormningen kostat över 30 miljoner amerikanska dollar.

### Riksrätt mot Donald Trump
Representanthuset begärde den 13 januari med röstetal 223–205, helt efter partilinjerna, att vicepresidenten skulle ta initiativ att använda det 25:e tillägget till USA:s konstitution för att med omedelbar verkan överta presidentämbetet. Mike Pence hade dessförinnan förklarat att han inte avsåg att göra detta. Därefter röstade Representanthuset den 13 januari med rösterna 232 mot 197 att en riksrättsprocess skulle inledas mot Donald Trump för "anstiftan till uppror". Av rösterna för, avlades tio av republikanska ledamöter, bland andra Liz Cheney från Wyoming.
Denna innebar att Trump blev den första amerikanske president som åtalats två gånger i riksrätt, efter det första riksrättsåtalet mot Trump från december 2019.

### Joe Bidens presidentinstallation 20 januari
För att förhindra våldsamheter vid Joe Bidens presidentinstallation 20 januari placerades över 20 000 soldater från nationalgardet ut i Washington. Myndigheterna ville även förhindra möjligheten av en insider-attack av Trumpanhängare inom nationalgardet och lät därför FBI göra en bakgrundskontroll på alla i reservstyrkan som ska övervaka installationen. Pentagon meddelade att 12 medlemmar i militärstyrkan har uteslutits från att tjänstgöra vid tillställningen. 2 av medlemmarna hade kopplingar till högerextrema milisgrupper enligt myndigheter.